# Ángel de la Guarda (Domenichino)
Ángel de la Guarda es una pintura creada bajo la técnica de óleo sobre tela de Domenichino fechado en 1615 y conservado en el Museo Nacional de Capodimonte en Nápoles, Italia.

## Historia y descripción
El cuadro fue encargado por la familia Vanni de Palermo (su escudo de armas puede verse en la antigua tumba a la izquierda de la escena) para su noble capilla dedicada al Arcángel Rafael en la iglesia de San Francisco de la misma ciudad siciliana.
Sin embargo, no hay información precisa sobre los contactos entre el cliente y el pintor, ni sobre cuál fue la remuneración acordada.

El lienzo de Capodimonte con el añadido de Friedrich Anders de 1792 resaltado

Giovanni Pietro Bellori, al describir la obra durante su visita a la isla, menciona una figura del Padre Eterno que llena el espacio sobre el ángel. El lienzo, que hoy aparece desprovisto de esta figura, fue en realidad cortado horizontalmente a la altura de la muñeca derecha del ángel, por encima de la cabeza de éste, en un periodo indeterminado anterior a 1708 (deducción que se desprende de la copia de pequeño formato realizada en este año por Jan Weenix y actualmente en Princeton, que representa la escena ya despojada de la parte superior), que según fuentes del siglo XIX parece haber tomado el camino de Florencia.
En 1792, el cuadro fue donado por los herederos Vanni al rey de las Dos Sicilias, Fernando II de Borbón. Probablemente fue en esta ocasión cuando el pintor y restaurador alemán Friedrich Anders añadió ex novo toda la parte superior del cuadro, es decir, el cielo, la luz divina y la mano del ángel. CColocado inicialmente en el Palacio Real de Nápoles, el cuadro fue requisado por los franceses en 1799 y trasladado a Roma antes de regresar a Nápoles tras su hallazgo, para acabar en el Museo de Capodimonte, donde una nota de 1827 lo registra como una obra entregada a la mitad de su tamaño original, pues ya había sido mutilada de toda la parte superior durante su periodo siciliano.
La pintura está firmada y fechada en la base de la tumba de mármol: «DOM. ZAMPERIUS/BONON. F; R: MDCXV.».
Existen varias copias antiguas del cuadro, entre ellas la que hoy se atribuye al taller del pintor de Bolonia (originalmente asignada a un autor desconocido del siglo XVII) y se conserva en el palacio de Wilanów, Polonia,  que, aunque presenta ligeras diferencias con la versión napolitana (como la ausencia del escudo heráldico de los Vanni en la tumba lateral o de la firma del pintor), gracias a los trabajos de restauración que sacaron a la luz el grupo de la Trinidad, es posible ver lo que podría haber sido la parte superior del cuadro en su redacción original.
Otra copia antigua realizada en 1793 por Giuseppe Velasco, completamente idéntica a la versión napolitana, realizada así después de cortar la parte superior, estuvo presente en la iglesia de San Francisco de Palermo en sustitución del original donado al rey Borbón; ésta, sin embargo, fue destruida durante los bombardeos de la Segunda Guerra Mundial.
Otro cuadro firmado y fechado fue examinado en la Academia de Bellas Artes de Viena. Se descubrió que el cuadro fue pintado durante el periodo de creación de Domenichino. Lo interesante no es sólo la firma de Domenico Zampieri y la fecha de 1615, sino también el hecho de que en la radiografía se ve otro cuadro. La pintura original muestra cuatro querubines que sostienen cada uno un candelabro con una vela encendida. Los putti están de pie sobre una especie de balaustrada. Las imágenes infrarrojas y de rayos X muestran varios querubines. El cuadro fue realizado probablemente en el taller de Domenichino.

## Otras versiones

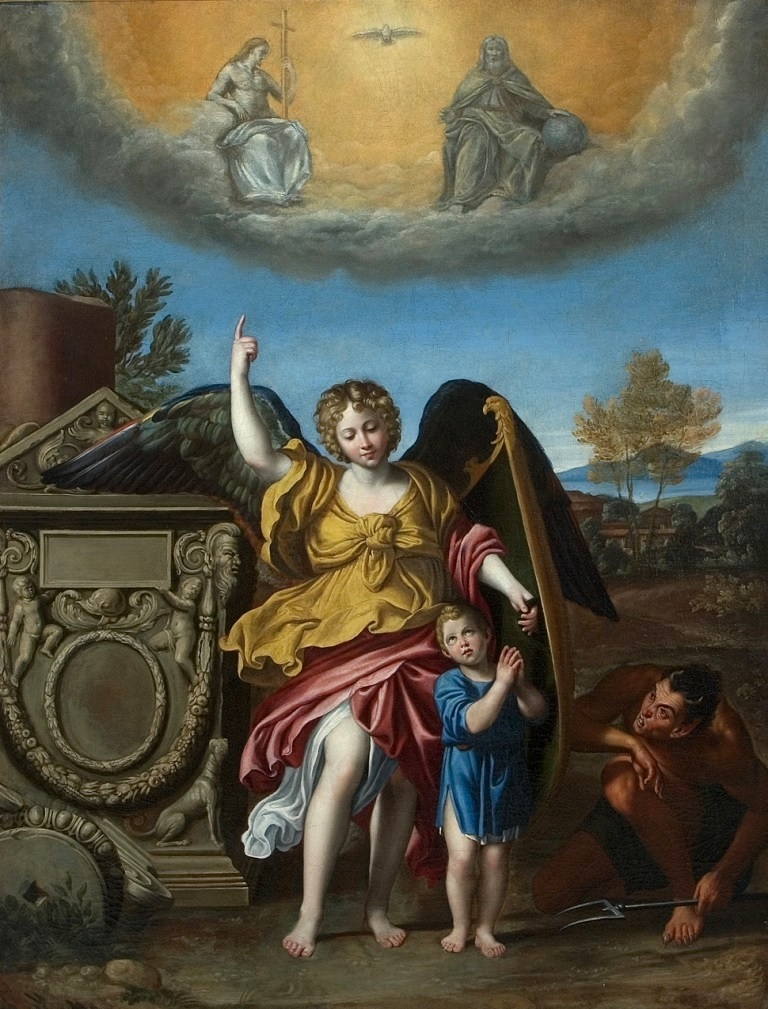
Réplica del cuadro atribuido al taller de Domenichino, Wilanow, Polonia.
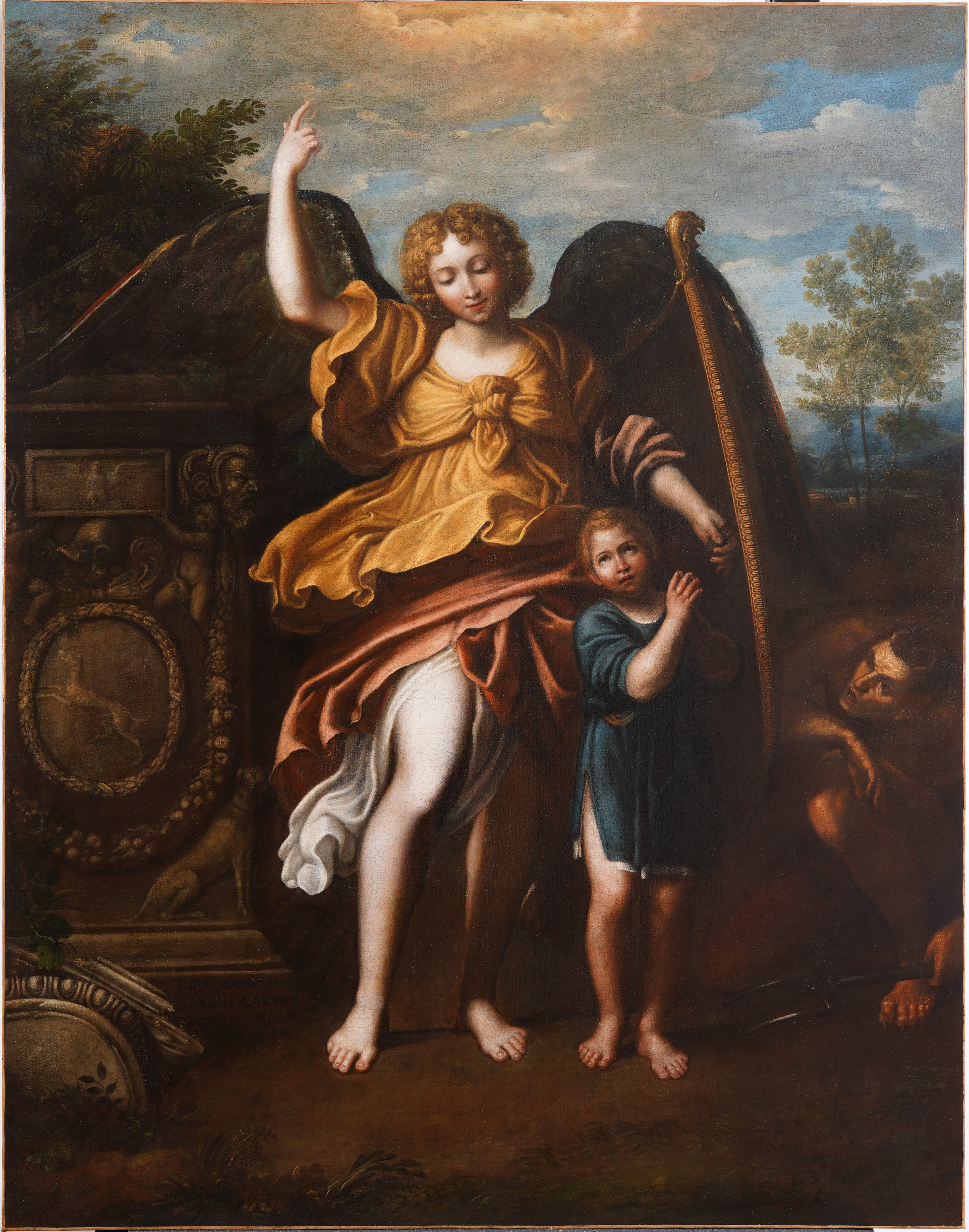
La pintura examinada por la Academia de Bellas Artes de Viena, Austria.
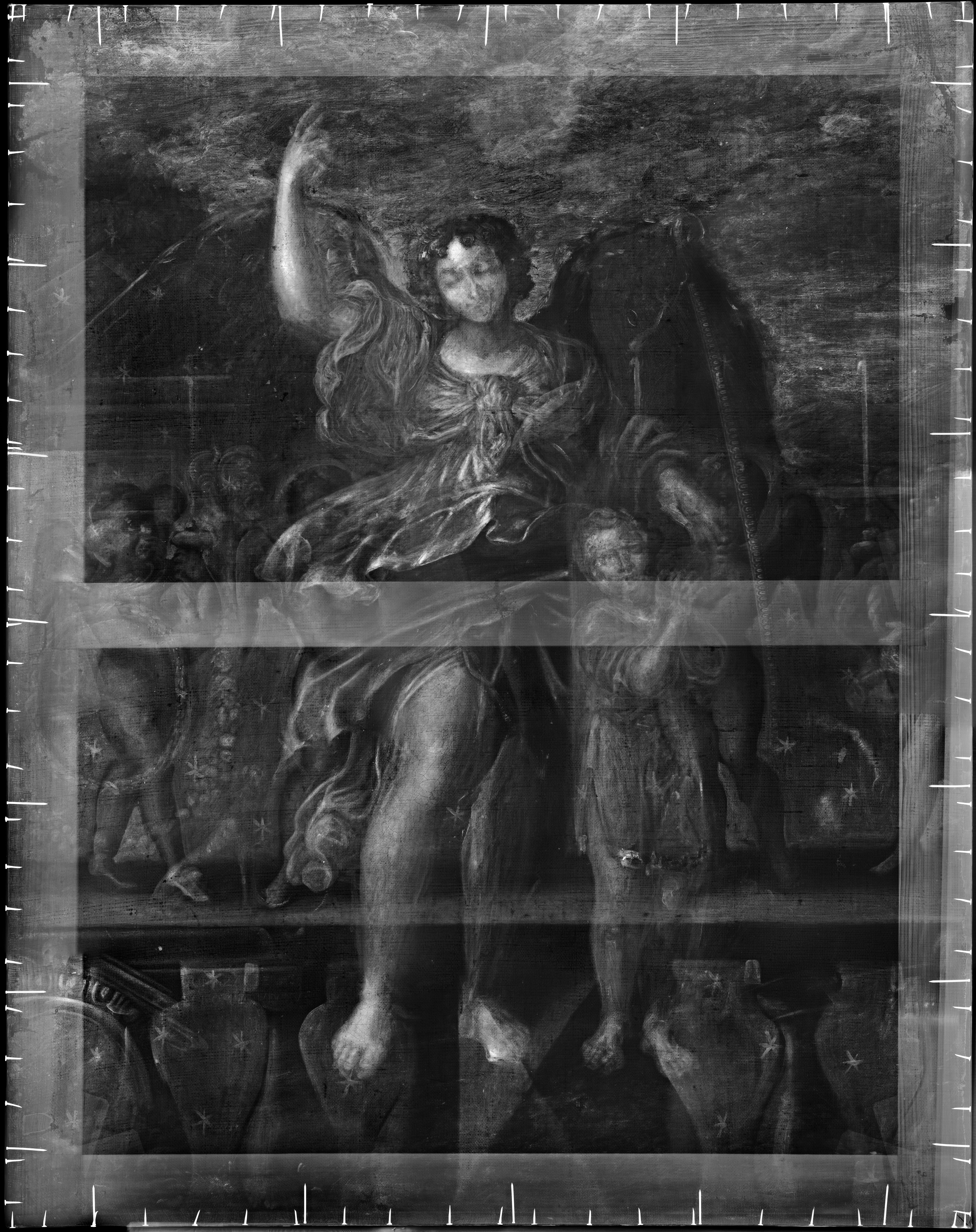
El cuadro de abajo: cuatro querubines sostienen candelabros con velas encendidas.